# Ion Lascăr
Ionel Lascăr (n. 8 aprilie 1904, Galați – d. 22 martie 1998, Iași) a fost un actor (Artist Emerit), profesor și regizor român.

## Biografie
A terminat Școala primară la Galați, după care a urmat Liceul Internat din Iași. În 1925 a peregrinat prin țară cu o trupă particulară, iar în 1926 a intrat la Conservatorul ieșean de Muzică și Artă Dramatică, la clasa poetului Mihai Codreanu, unde i-a avut ca profesori pe actorii Radu Demetrescu și Aurel Ghițescu. Încă din primul an de Conservator, a debutat ca actor pe scena Teatrului Național din Iași, într-un rol episodic din Othello.

## Activitatea profesională
La absolvirea Conservatorului, în 1931, a fost angajat ca actor stagiar de Ionel Teodoreanu, directorul de atunci al Naționalului ieșean. Prin stilul de joc și înzestrarea deosebită pentru roluri de compoziție, aparține generației de aur a anilor ’30, alături de Aurel Ghițescu, Constantin Ramadan, Margareta Baciu, Miluță Gheorghiu, Anny Braesky, Ștefan Dăncinescu. S-a remarcat prin minuția și finețea interpretării în roluri de dramă, ca și în comedie prin inteligență și stilul laborios, prin perfecțiunea rostirii și naturalețea gestului și a mimicii. A jucat sub îndrumarea regizorală a lui Aurel Ion Maican, Ion Sava, George Mihail Zamfirescu, Victor Ion Popa, Crin Teodorescu, N. Al. Toscani.
Dintre cele peste 300 de roluri jucate, se pot menționa: Clovnul din Cel care primește palme de Leonid Andreev, Rică Venturiano din O noapte furtunoasă și Cațavencu din O scrisoare pierdută de I. L. Caragiale, dar și Willy Loman din Moartea unui comis voiajor de Arthur Miller, Cezar din Cezar și Cleopatra de G. B. Shaw, Lutz din Heidelbergul de altădată și Hans von Wittenstein în Ondine de Giraudoux, Sbierea din Răzvan și Vidra de B. P. Hasdeu, boierul Manolache din Căruța cu paiațe de Mircea Ștefănescu, dar și Tezeu din Visul unei nopți de vară și Malvoglio din Noaptea regilor de Shakespeare, Posthumus din Fântâna Blanduziei și Musiu Șarl din Chirița în provincie de V. Alecsandri, Georges din Părinți teribili de Jean Cocteau, a fost un neuitat Podkoliosin din Căsătoria de Gogol, rolul pe care l-a cizelat vreme de 25 de ani, până la spectacolul de retragere din 1976, dar și Lomov din O cerere în căsătorie de A. P. Cehov.

## Activitatea regizorală
Ca regizor, a pus în scenă 20 de spectacole, printre care Căsătoria de Gogol, O noapte furtunoasă, Idolul și Ion Anapoda de G. M. Zamfirescu.

## Activitatea didactică
Între anii 1949 și 1953 a lucrat la Institutul de Teatru „Matei Millo“ din Iași, unde a fost un excelent profesor de Arta actorului pentru Octavian Cotescu, Emanoil Petruț, Matei Alexandru, Tamara Buciuceanu, Petre Gheorghiu,  Ion Ghelu Destelnica ș.a.

## Distincții
- Medalia „Serviciul Credincios” clasa III (9 mai 1943)[1]
- Ordinul Muncii clasa a III-a (28 ianuarie 1954) „cu ocazia împlinirii a cinci ani de activitate a Teatrului de Stat din Arad, Teatrului de Stat din Brăila, Teatrului Maghiar de Stat din Cluj, Teatrului Evreesc de Stat din București, Teatrului Maghiar de Stat din Oradea, Teatrului de Stat din Ploești, Teatrului de Stat din Pitești, Teatrului de Stat din Reșița, Teatrului de Stat din Sibiu, Teatrului Maghiar de Stat din Sf. Gheorghe, Teatrului de Stat din Orașul Stalin, Teatrului Secuesc de Stat din Târgu Mureș, Teatrului Evreesc de Stat din Iași, Teatrului de Stat din Timișoara și pentru merite în activitatea artistică”[2]
- titlul de Artist emerit al Republicii Populare Romîne (7 iunie 1957) „cu prilejul aniversării a 140 de ani de la reprezentarea primului spectacol în limba romînă pe scena Teatrului Național „Vasile Alecsandri” din Iași, pentru merite deosebite în activitatea artistică”[3]
- Ordinul Meritul Cultural clasa a II-a (6 noiembrie 1967) „cu prilejul împlinirii a 150 ani de la primul spectacol de teatru în limba română la Iași, [...] pentru merite deosebite în domeniul artei dramatice”[4]